# Xi Lan
Xi Lan est un panda géant mâle né le 30 août 2008 au zoo d'Atlanta dans la ville du même nom, en Géorgie (États-Unis). Il réside actuellement à la base de recherche de Chengdu, en Chine.
Il est le fils et deuxième progéniture de Lun Lun et Yang Yang. Il est le frère de Mei Lan, né au zoo d'Atlanta en 2006 ; Po, né au zoo d'Atlanta le 3 novembre 2010 ; les jumeaux Mei Lun et Mei Huan, nés au zoo d'Atlanta le 15 juillet 2013 ; et les jumeaux Ya Lun et Xi Lun, nés au zoo d'Atlanta le 3 septembre 2016.
Il est le seul petit panda né aux États-Unis en 2008. Comme pour Mei Lan, le centre annonça un vote public pour déterminer le futur nom de l'animal. Douze sélections furent faites et le 8 décembre 2008, le nom gagnant, Xi Lan (signifiant : « la joie d'Atlanta »), fut dévoilé lors de sa cérémonie de dénomination de 100 jours.
Xi Lan fit ses débuts publics le 30 décembre 2008. Il retourna en Chine le 20 mai 2014 et vit actuellement au centre des pandas géants de Chengdu.